# James Glattfelder
James B. Glattfelder (* 1972) ist ein Schweizer Physiker, Komplexitätsforscher und Philosoph, der sich als Autor mit der Geschichte der Wissenschaften, den Grenzen des Wissens, den Grundlagen der Realität, der Emergenz von Selbstorganisation und den Defekten des globalen Finanzsystems beschäftigt.

## Leben und Werk
Nach der 1992 erfolgten Matura in Ökonomie am Lyceum Alpinum Zuoz studierte er Physik an der Eidgenössischen Technischen Hochschule Zürich (1993–1999), mit dem Abschluss Master of Science im Gebiet der Theoretischen Hochenergiephysik. Nach einer Phase der Berufstätigkeit ab 2002 im Bereich der Finanzwirtschaft promovierte er 2010 am Lehrstuhl für Systemgestaltung der ETH Zürich mit der Arbeit Ownership networks and corporate control: mapping economic power in a globalized world.
Die gemeinsam mit Stefania Vitali und Stefano Battiston verfasste Arbeit The Network of Global Corporate Control, in der es um die Finanzmacht internationaler Akteure geht, löste neben dem grossen Echo in der Wissenschaft eine Anzahl von Beiträgen in der Presse aus, unter anderem im Tages-Anzeiger, in der ZEIT, der Welt, in Forbes, der Frankfurter Rundschau, Wired und Washington Post. Im Economics Blog der New York Times wurde das Werk positiv besprochen. Anfang 2019 erschien eine Nachfolgestudie, worin die Evolution des globalen Aktionärsnetzwerkes beschrieben und der Aufstieg von BlackRock nach der Weltfinanzkrise zur mächtigsten Inhaberin aufgezeigt wird.
2019 erschien Glattfelders Buch Information—Consciousness—Reality: How a new understanding of the universe can help answer age-old questions of existence. In diesem Buch beschreibt Glattfelder den Aufstieg eines neuen wissenschaftlichen Paradigmas, basierend auf dem Begriff der Information. Aufbauend auf diesen Ideen erschien 2025 das Folgewerk The Sapient Cosmos: What a modern-day synthesis of science and philosophy teaches us about the emergence of information, consciousness, and meaning. Darin entwickelt Glattfelder die These weiter, dass Bewusstsein eine fundamentale Rolle im Gefüge der Realität spielt. Das Buch verbindet Erkenntnisse aus der Physik, Komplexitätsforschung, Philosophie des Geistes, Schamanismus, Mystik und der Psychedelikforschung, um eine  idealistische Sichtweise auf die Natur der Existenz zu formulieren.

## Vorträge und Filmclips (Auswahl)
- Who controls the world? Vortrag vom Oktober 2012 auf der TEDxZurich.
- The consciousness of reality Vortrag vom Juli 2015 auf der TEDxSalford.
- How to Build an Economic System we Actually Understand. Vortrag vom Juli 2014 auf der Konferenz Wired Money.
- Geld regiert die Welt, ARD-Sendung Die Story im Ersten vom 13. Januar 2014.
- Ansteckungsgefahr – Zürcher Physiker und die vernetzte Wirtschaft. nano-Sendung auf 3sat vom 13. Dezember 2012.

## Schriften (Auswahl)
- Ownership networks and corporate control: mapping economic power in a globalized world. Diss., Eidgenössische Technische Hochschule ETH Zürich, Nr. 19274, 2010.
- Decoding Complexity – Uncovering Patterns in Economic Networks. Springer-Verlag Berlin Heidelberg 2013, ISBN 978-3-642-33424-5 (E-Book).
- Information—Consciousness—Reality: How a new understanding of the universe can help answer age-old questions of existence. Springer 2019, doi:10.1007/978-3-030-03633-1.
- The Sapient Cosmos: What a modern-day synthesis of science and philosophy teaches us about the emergence of information, consciousness, and meaning. Essentia Books 2025, ISBN 978-1803414041.

Aufsätze
- The Network of Global Corporate Control. Zusammen mit Stefano Battiston und Stefania Vitali (2011), PLoS ONE 6(10): e25995. doi:10.1371/journal.pone.0025995.
- Zu gut vernetzt? Internationale Politik und Gesellschaft (IPG) vom 11. September 2017, abgerufen am 8. Juni 2019.
- What Is Reality? Beitrag von James Glattfelder zum Buch George and the Blue Moon by Lucy Hawking and Stephen Hawking, Simon & Schuster Books for Young Readers (7. November 2017), ISBN 978-1-4814-6630-1.
- Re-enchanting the Universe, Essentia Foundation vom 21. März 2025, abgerufen am 28. Mai 2025.